# گاودول (هلیلان)
گاودول، روستایی در دهستان زردلان بخش جزمان شهرستان هلیلان در استان ایلام ایران است.

## جمعیت
بر پایه سرشماری عمومی نفوس و مسکن در سال ۱۳۹۵، جمعیت این روستا برابر با ۸۰ نفر (۱۹ خانوار) بوده‌است.